# Stefan Hörger
Stefan Hörger (9 de noviembre de 1961) es un deportista alemán que compitió para la RFA en esgrima, especialista en la modalidad de espada. Ganó una medalla de plata en el Campeonato Mundial de Esgrima de 1989, en la prueba por equipos.

## Palmarés internacional
| Campeonato Mundial | Campeonato Mundial      | Campeonato Mundial | Campeonato Mundial |
| Año                | Lugar                   | Medalla            | Prueba             |
| ------------------ | ----------------------- | ------------------ | ------------------ |
| 1989               | Denver (Estados Unidos) | Medalla de plata   | Espada por equipos |